# 瓦西科瓦河
瓦西科瓦河（烏克蘭語：Васькова），是烏克蘭的河流，位於該國西部，屬於庫什尼齊亞河的支流，發源自利西喬沃以北，流經外喀爾巴阡州，河道全長10公里，流域面積35.5平方公里。